# Viterbo (Colômbia)

Localização de Viterbo no departamento de Caldas.

Viterbo é um município localizado no departamento colombiano de Caldas.